# Ernst Tautenhayn

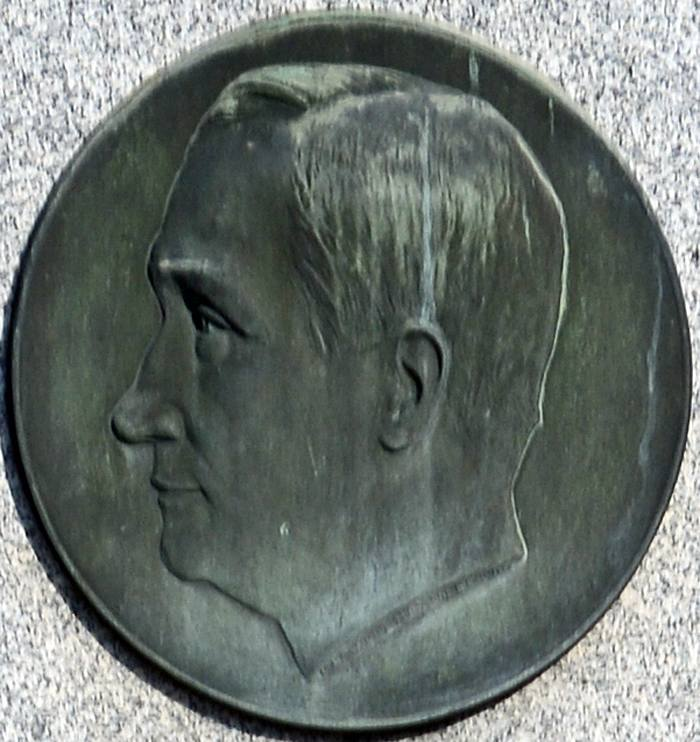
Relief von Ernst Tautenhayn an seinem Grab auf dem Wiener Zentralfriedhof

Ernst Tautenhayn (* 3. April 1873 in Wien, Österreich-Ungarn; † 30. August 1944 in Zlabings, Tschechoslowakei) war ein österreichischer Schauspieler und Operettensänger (Tenor).

## Leben

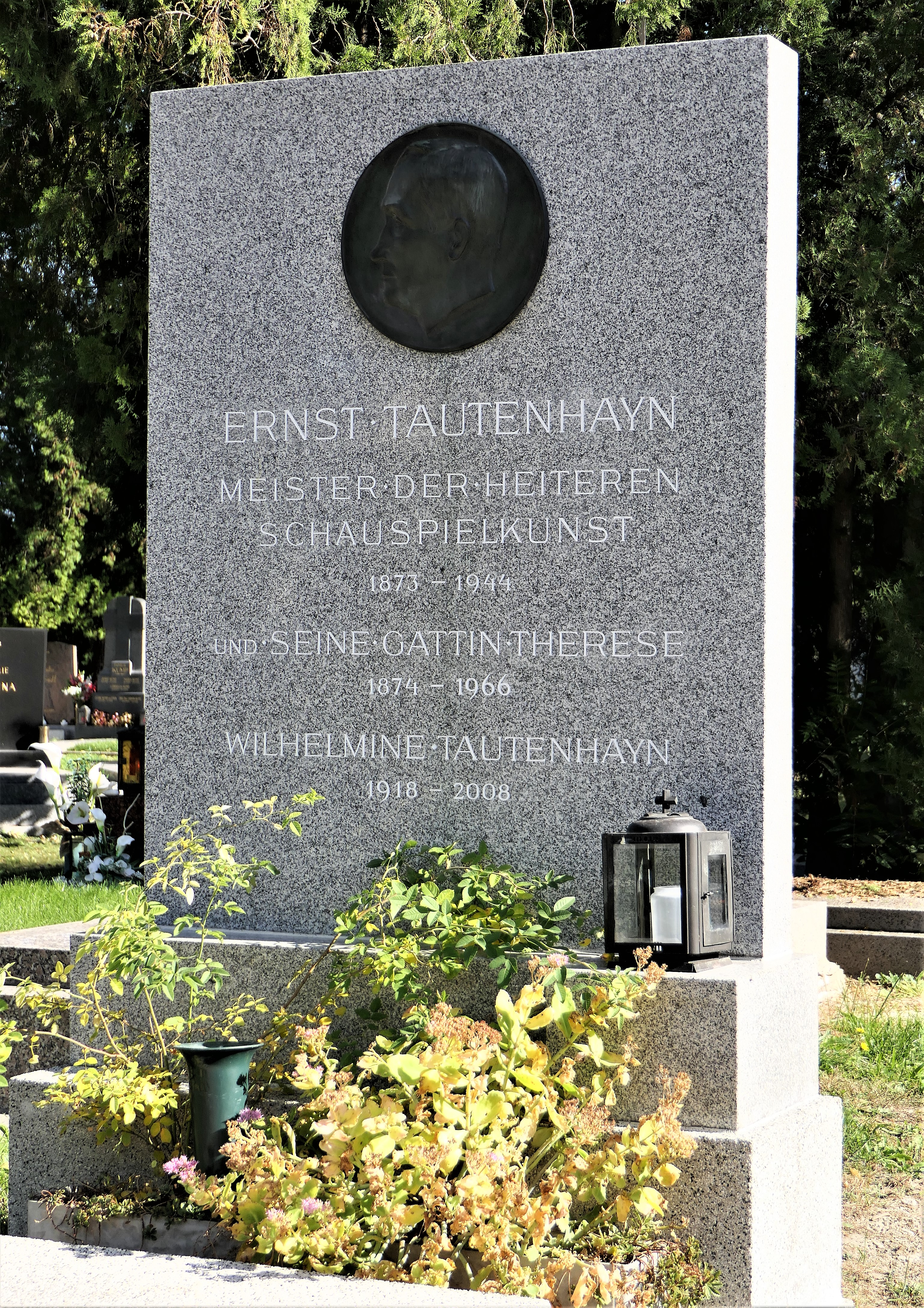
Ernst Tautenhayn Grabstätte

Ernst Tautenhayn war ein Sohn des Bildhauers Josef Tautenhayn. Er erhielt ohne Ausbildung ein Engagement am Lindentheater in Berlin, als Sänger und Schauspieler 1893–95 in Graz und am Carltheater in Wien. Dann am Landestheater in Linz, Mitglied des Deutschen Theaters in Prag. Von 1910 bis 1920 war er Operettentenor am Theater an der Wien und später am Bürger-, Carl- und  Johann Strauß-Theater in Wien tätig. Er trat auch in der Wiener Volksoper auf. Tautenhayn war mit der Sängerin Therese Schiner verheiratet.
Anlässlich der „Volksabstimmung“ nach dem Anschluss Österreichs 1938 schrieb er: „Für mich ist dieses ›Ja‹ das schönste ›Ja‹ meines Lebens.“ 1941 wurde er Professor an der neu eröffneten Wiener Operettenschule.
Lange Zeit hatte er nur in Gastrollen gewirkt, schließlich engagierte ihn das Opernhaus der Stadt Wien wieder für frühere Glanzrollen von ihm und veranstaltete 1943 anlässlich seines 70. Geburtstages eine Festvorstellung der „Fledermaus“, worin er zum letzten Male als Frosch auftrat.
Seine ehrenhalber gewidmete Grabstätte befindet sich auf dem Wiener Zentralfriedhof (30E-3-8).

## Filme
- 1917: Mir kommt keiner aus
- 1918: Wo die Lerche singt
- 1920: Töte sie!
- 1921: Dorela

## Lieder
- Der schönste Mann von Wien (MP3; 1,7 MB). Volksweise (C.Schmitter) Ernst Tautenhayn. Am Ehrbarflügel: Paul Mann. Homocord Electro 4-3633-I (H-62 731)
- Was geh'n mich an die Leute (MP3; 1,3 MB), aus der Optte “Wo die Lerche singt” (F.Lehár - U.Willner, H.Reichert). Ernst Tautenhayn. Am Ehrbarflügel: Paul Mann. Homocord Electro 4-3633-II (H-62 732)
- Der Haupttreffer (Wer an d’Liab z’allererst) (MP3; 1,5 MB)(C.Tautenhayn - A.Schoeller). Ernst Tautenhayn. Am Ehrbarflügel: Paul Mann. Homocord Electro 4-3629-I (H-62 695)
- Dalkata Bua (MP3; 1,5 MB) (C.Millöker - A.Berla). Ernst Tautenhayn. Am Ehrbarflügel: Paul Mann. Homocord Electro 4-3629-II (H-62 696)